# Lithothamnium calcareum
Lithothamnium calcareum è un'alga rossa tipica dei mari della Gran Bretagna e dell'Irlanda di cui costituisce la cosiddetta "sabbia corallina", sostanza ricca di calcio usata come concime correttore. L. calcareum viene inoltre impiegata per la preparazione di integratori alimentari.